# Nouvion-et-Catillon
Nouvion-et-Catillon és un municipi francès situat al departament de l'Aisne i a la regió dels Alts de França. L'any 2007 tenia 535 habitants.

## Demografia

### Població
El 2007 la població de fet de Nouvion-et-Catillon era de 535 persones. Hi havia 202 famílies de les quals 52 eren unipersonals (16 homes vivint sols i 36 dones vivint soles), 41 parelles sense fills, 77 parelles amb fills i 32 famílies monoparentals amb fills.
La població ha evolucionat segons el següent gràfic:
Habitants censats

### Habitatges
El 2007 hi havia 255 habitatges, 215 eren l'habitatge principal de la família, 12 eren segones residències i 28 estaven desocupats. 245 eren cases i 9 eren apartaments. Dels 215 habitatges principals, 161 estaven ocupats pels seus propietaris, 47 estaven llogats i ocupats pels llogaters i 7 estaven cedits a títol gratuït; 1 tenia una cambra, 21 en tenien dues, 38 en tenien tres, 57 en tenien quatre i 98 en tenien cinc o més. 134 habitatges disposaven pel capbaix d'una plaça de pàrquing. A 96 habitatges hi havia un automòbil i a 81 n'hi havia dos o més.

### Piràmide de població
La piràmide de població per edats i sexe el 2009 era:
| Homes | Edats   | Dones |
| ----- | ------- | ----- |
| 0     | 95 o +  | 0     |
| 0     | 90 a 94 | 4     |
| 0     | 85 a 89 | 4     |
| 0     | 80 a 84 | 8     |
| 8     | 75 a 79 | 16    |
| 20    | 70 a 74 | 16    |
| 16    | 65 a 69 | 4     |
| 4     | 60 a 64 | 16    |
| 4     | 55 a 59 | 12    |
| 12    | 50 a 54 | 20    |
| 24    | 45 a 49 | 12    |
| 16    | 40 a 44 | 16    |
| 32    | 35 a 39 | 16    |
| 12    | 30 a 34 | 24    |
| 12    | 25 a 29 | 12    |
| 4     | 20 a 24 | 12    |
| 20    | 15 a 19 | 32    |
| 24    | 10 a 14 | 36    |
| 8     | 5 a 9   | 28    |
| 20    | 0 a 4   | 12    |

## Economia
El 2007 la població en edat de treballar era de 342 persones, 243 eren actives i 99 eren inactives. De les 243 persones actives 207 estaven ocupades (125 homes i 82 dones) i 36 estaven aturades (16 homes i 20 dones). De les 99 persones inactives 25 estaven jubilades, 28 estaven estudiant i 46 estaven classificades com a «altres inactius».

### Ingressos
El 2009 a Nouvion-et-Catillon hi havia 215 unitats fiscals que integraven 525,5 persones, la mediana anual d'ingressos fiscals per persona era de 13.982 €.

### Activitats econòmiques
Dels 12 establiments que hi havia el 2007, 1 era d'una empresa extractiva, 1 d'una empresa alimentària, 3 d'empreses de construcció, 2 d'empreses de comerç i reparació d'automòbils, 1 d'una empresa de transport, 1 d'una empresa d'hostatgeria i restauració, 1 d'una empresa financera, 1 d'una empresa de serveis i 1 d'una empresa classificada com a «altres activitats de serveis».
Dels 4 establiments de servei als particulars que hi havia el 2009, 1 era un paleta, 1 guixaire pintor, 1 lampisteria i 1 perruqueria.
L'únic establiment comercial que hi havia el 2009 era una fleca.
L'any 2000 a Nouvion-et-Catillon hi havia 10 explotacions agrícoles.

## Equipaments sanitaris i escolars
L'únic equipament sanitari que hi havia el 2009 era una farmàcia.
El 2009 hi havia una escola elemental integrada dins d'un grup escolar amb les comunes properes formant una escola dispersa.

## Poblacions més properes
El següent diagrama mostra les poblacions més properes.